# Susanne Tatje
Susanne Tatje (* 1953 in Freistatt) ist Diplom-Soziologin und war 2004 die erste Demographiebeauftragte in einer Kommune der Bundesrepublik Deutschland. Für das Bielefelder Demographiekonzept „Demographischer Wandel als Chance?“ erhielt Tatje 2006 den Innovationspreis des Landes Nordrhein-Westfalen. Von 2011 bis Anfang 2017 war sie Leiterin des Amtes für Demographie und Statistik der Stadt Bielefeld. Heute ist sie Referentin für Zukunftsfragen und freie Mitarbeiterin einer Berliner Beratungsagentur, welche die öffentliche Hand und ihr nahestehende Einrichtungen berät.

## Leben
Tatje studierte nach dem Abitur ab 1972 Soziologie an der Universität Bielefeld und machte 1977 ihren Abschluss als Diplom-Soziologin. Sie war in unterschiedlichen Berufsfeldern tätig, z. B. als wissenschaftliche Mitarbeiterin an der Universität Bielefeld, Leiterin des Fachbereiches „Politik und Gesellschaft“ der Volkshochschule der Stadt Bielefeld, Referatsleiterin für Grundsatzfragen  und Europapolitik sowie Kunst, Kultur, Wissenschaft und Bildung im Ministerium für die Gleichstellung von Frau und Mann des Landes Nordrhein-Westfalen. Hier war sie z. B. Mitinitiatorin des Künstlerinnenpreises des Landes Nordrhein-Westfalen und der Studie „Frauenförderung durch Mittelvergabe“ an Hochschulen durch das Centrum für Hochschulentwicklung (CHE).
Ab 2004 war Tatje Leiterin des Projektes „Demographische Entwicklungsplanung“ der Stadt Bielefeld im Dezernat des Oberbürgermeisters und erste bundesdeutsche Demographiebeauftragte in einer Kommune. Im Rahmen dieser Tätigkeit hat sie ein städtisches Gesamtkonzept mit sechs demographiepolitischen Zielen zu Integration, Stadtentwicklung, Arbeit, Bildung, Gesundheit und Familie erarbeitet, das im Jahr 2006 einstimmig vom Rat der Stadt Bielefeld verabschiedet worden ist. Für das Konzept und ihre Arbeit hat Tatje 2006 den Innovationspreis des Landes Nordrhein-Westfalen erhalten. Tatje war Mitglied der Arbeitsgruppe „Integration vor Ort!“ für den Nationalen Integrationsplan der Bundesregierung und Mitglied der Steuerungsgruppe „Demographischer Wandel“ der Kommunalen Gemeinschaftsstelle (KGSt) sowie des Netzwerkes der kommunalen Demographiebeauftragten in Nordrhein-Westfalen. Für die Verwaltung hat sie den „Demographiestempel“ entwickelt, der Prüfkriterien für Planungskonzepte enthält. Von Oktober 2011 bis April 2017 war sie Leiterin des Amtes für Demographie und Statistik der Stadt Bielefeld, das bundesweit in dieser Form Vorbildfunktion hatte. Mit einer Untersuchung setzte sich Tatje 2015 kritisch mit der „Stellung der Demographiebeauftragten in Nordrhein-Westfalen“ in Städten und Gemeinden auseinander und beteiligte sich an der Demografiestrategie der Bundesregierung. Heute ist Tatje Referentin für Zukunftsfragen und freie Mitarbeiterin bei der Berliner Beratungsagentur Next:Public, beteiligt sich am Generationendialog des Bundesministeriums für Familie, Senioren, Frauen und Jugend und im Künstlerinnenforum Bielefeld-OWL.
Tatje ist Autorin zahlreicher Fachbeiträge zum demographischen Wandel. Ihr Buch Wir haben uns so durchgeschlagen (1992) befasste sich mit Frauen im Bielefelder Nachkriegsalltag, ihr Kinderbuch Unsere Zukunft – Meine Stadt (2012) erklärt den demographischen Wandel auf kindgerechte Weise. Im Rahmen ihrer Tätigkeit bei der Stadt Bielefeld war sie bis 2017 Herausgeberin der „Demographieberichte“ der Stadt Bielefeld, der „Info-Briefe: Demographie“ und der Publikationsreihe „Unser Thema“, die sich mit demographischen Fragestellungen wie Gesundheit, Bildung, Arbeit befasst.

## Veröffentlichungen
- Demographiebericht 2016 – Blick zurück nach vorn. In: Zukunft Stadt – Demographischer Wandel in Bielefeld. Heft 11, ISBN 978-3-9818103-1-8.
- Demographiebeauftragte in Städten und Gemeinden. Ergebnisse einer Untersuchung. In: Unser Thema. (5), Bielefeld 2016.
- Wir fördern Integration. Demographische Gesichtspunkte der Binnen- und Außenwanderung. In: Unser Thema. (4), Bielefeld 2016.
- Wir lernen lebenslang. Überlegungen zu einer demographieorientierten Bildungspolitik in Bielefeld. In: Unser Thema. (3), Bielefeld 2015.
- Bielefeld und die Nachbargemeinden. Veröffentlichung mit gemeindeübergreifenden Zahlen und Auswertungen. In: Unser Thema. (2), Bielefeld 2015.
- Fit in die Zukunft. Überlegungen zu einem Versorgungskonzept für ältere Menschen in Bielefeld. In: Unser Thema. (1): Bielefeld 2014.
- Eine Stadt für alle? In: Bielefeld und die Welt. Prägungen und Impulse. Hrsg.: Jürgen Büschenfeld und Bärbel Sunderbrink, Verlag für Regionalgeschichte Bielefeld 2014, ISBN 978-3-89534-917-1.
- Demographischer Wandel in Bielefeld. In: Andreas Beaugrand (Hrsg.): Stadtbuch Bielefeld 1214 – 2014. Bielefeld 2013, ISBN 978-3-87073-610-1.
- Lebenslanges Lernen in die kommunale Arbeit integrieren. In: Innovative Verwaltung. Ausgabe 6/2015.
- Demographiebericht 2014 – Stadt. Raum. Zahl. In: Zukunft Stadt – Demographischer Wandel in Bielefeld. Heft 10, ISBN 978-3-00-048045-4.
- Demographiebericht 2012 – Weichen für die Zukunft stellen. In: Zukunft Stadt – Demographischer Wandel in Bielefeld. Heft 9, ISBN 978-3-939264-09-5.
- Demographiebericht 2008 – Eine Bilanz mit Perspektive. In: Zukunft Stadt – Demographischer Wandel in Bielefeld. Heft 5 (mit dem städtischen Gesamtkonzept „Demographischer Wandel als Chance?“).
- Unsere Zukunft – Meine Stadt. Ein Buch über den demographischen Wandel für junge Menschen von 10 bis 100. KunstSinn-Verlag, Bielefeld 2012, ISBN 978-3-939264-07-1.
- Auswirkungen der Demographie auf die Stadtverwaltung. In: Innovative Verwaltung. Ausgabe 3/2011.
- Weichen für die Zukunft – Demographische Planung in der Stadt. In: Demografischer Wandel als Chance. VSA-Verlag 2008.
- Demographischer Wandel – Zukunftskonzepte gefragt! In: Innovative Verwaltung. Ausgabe 9/2008.
- Der demographische Wandel – eine Herausforderung für die Kommunen. In: Praktische Konzepte zur demographischen Stadtentwicklung. Hrsg.: FORUM-Verlag, Merching 2006.